# Ženeva-Servette HC
Ženeva-Servette HC (oficiálním názvem: Genève-Servette Hockey Club) je švýcarský klub ledního hokeje, který sídlí v Ženevě ve stejnojmenném kantonu. Založen byl v roce 1905 pod názvem Genève HC. Svůj poslední název nese od roku 1963. Na mezinárodní scéně je GSHC znám jako dvojnásobný držitel Spenglerova poháru. Od sezóny 2002/03 působí v National League, švýcarské nejvyšší soutěži ledního hokeje. Klubové barvy jsou tmavě červená a žlutá.
Své domácí zápasy odehrává v hale Les Vernets s kapacitou 7 135 diváků.

## Získané trofeje

### Vyhrané domácí soutěže
- Championnat / National League A ( 1× )
  - 2022/23

- Schweizer Cup ( 2× )
  - 1959, 1972

### Vyhrané mezinárodní soutěže
- Spenglerův pohár ( 2× )
  - 2013, 2014
- Hokejová Liga mistrů ( 1× )
  - 2023/2024

## Přehled ligové účasti
Zdroj:
- 1908–1909: Championnat National (1. ligová úroveň ve Švýcarsku)
- 1911–1912: Championnat National (1. ligová úroveň ve Švýcarsku)
- 1915–1919: Championnat National (1. ligová úroveň ve Švýcarsku)
- 1921–1922: Championnat National (1. ligová úroveň ve Švýcarsku)
- 1942–1944: Serie B (3. ligová úroveň ve Švýcarsku)
- 1946–1947: Serie B (3. ligová úroveň ve Švýcarsku)
- 1950–1952: 1. Liga (3. ligová úroveň ve Švýcarsku)
- 1953–1956: 1. Liga (3. ligová úroveň ve Švýcarsku)
- 1956–1964: National League B West (2. ligová úroveň ve Švýcarsku)
- 1964–1975: National League (1. ligová úroveň ve Švýcarsku)
- 1975–1981: National League B West (2. ligová úroveň ve Švýcarsku)
- 1981–1984: 1. Liga (3. ligová úroveň ve Švýcarsku)
- 1984–1986: National League B (2. ligová úroveň ve Švýcarsku)
- 1986–1988: 1. Liga (3. ligová úroveň ve Švýcarsku)
- 1988–1989: National League B (2. ligová úroveň ve Švýcarsku)
- 1989–1990: 1. Liga (3. ligová úroveň ve Švýcarsku)
- 1990–1991: National League B (2. ligová úroveň ve Švýcarsku)
- 1991–1995: 1. Liga (3. ligová úroveň ve Švýcarsku)
- 1995–2002: National League B (2. ligová úroveň ve Švýcarsku)
- 2002– : National League (1. ligová úroveň ve Švýcarsku)

## Jednotlivé sezóny
| Švýcarsko (2002 – ) |                  |                                           |                               |
| Sezona              | Umístění v ZČ    | Play-off                                  | Češi                          |
| 2002/2003           | 6. místo         | Čtvrtfinále Prohra s SC Bern 2 : 4        |                               |
| 2003/2004           | Bronzová medaile | Semifinále Prohra s SC Bern 1 : 4         |                               |
| 2004/2005           | 5. místo         | Čtvrtfinále Prohra s EV Zug 0 : 4         | Michal Grošek                 |
| 2005/2006           | 11. místo        | Ne                                        | Michal Grošek, Jan Hlaváč     |
| 2006/2007           | 7. místo         | Čtvrtfinále Prohra s SC Bern 1 : 4        | Michal Grošek, Jaroslav Hübl  |
| 2007/2008           | Stříbrná medaile | Finále Prohra s ZSC Lions 2 : 4           |                               |
| 2008/2009           | 6. místo         | Čtvrtfinále Prohra s EHC Kloten 0 : 4     |                               |
| 2009/2010           | Stříbrná medaile | Finále Prohra s SC Bern 3 : 4             | Marek Malík                   |
| 2010/2011           | 5. místo         | Čtvrtfinále Prohra s EV Zug 2 : 4         |                               |
| 2011/2012           | 9. místo         | Ne                                        | Petr Vampola, Miloslav Hořava |
| 2012/2013           | 7. místo         | Čtvrtfinále Prohra s SC Bern 3 : 4        | Pavel Kubina                  |
| 2013/2014           | 4. místo         | Semifinále Prohra s ZSC Lions 3 : 4       |                               |
| 2014/2015           | 6. místo         | Semifinále Prohra s ZSC Lions 2 : 4       |                               |
| 2015/2016           | Bronzová medaile | Semifinále Prohra s HC Lugano 2 : 4       |                               |
| 2016/2017           | 6. místo         | Čtvrtfinále Prohra s EV Zug 0 : 4         |                               |
| 2017/2018           | 8. místo         | Čtvrtfinále Prohra s SC Bern 1 : 4        |                               |
| 2018/2019           | 8. místo         | Ne                                        |                               |
| 2019/2020           | 4. místo         | play-off zrušeno kvůli pandemii covidu-19 | Petr Čajka                    |
| 2020/2021           | 6. místo         | Finále Prohra s EV Zug 0 : 3              |                               |
| 2021/2022           | 8. místo         | Předkolo Prohra s HC Lugano 0 : 2         |                               |
| 2022/2023           | Zlatá medaile    | Finále Výhra s EHC Biel 4 : 3             |                               |
| 2023/2024           | 10. místo        | Play-in Prohra s EHC Biel 4 : 5           |                               |
| 2024/2025           |                  |                                           | nikdo                         |

## Účast v mezinárodních pohárech
Zdroj:
Legenda: SP - Spenglerův pohár, EHP - Evropský hokejový pohár, EHL - Evropská hokejová liga, SSix - Super six, IIHFSup - IIHF Superpohár, VC - Victoria Cup, HLMI - Hokejová liga mistrů IIHF, ET - European Trophy, HLM - Hokejová Liga mistrů, KP – Kontinentální pohár
- SP 2010 – Semifinále
- SP 2013 – Finále
- SP 2014 – Finále
- HLM 2014/2015 – Osmifinále
- HLM 2015/2016 – Základní skupina M (3. místo)
- HLM 2023/2023 – Finále